# Neostylopyga rhombifolia
Neostylopyga rhombifolia är en kackerlacksart som först beskrevs av Stoll 1813.  Neostylopyga rhombifolia ingår i släktet Neostylopyga och familjen storkackerlackor. Inga underarter finns listade i Catalogue of Life.